# David P. Sartor
David P. Sartor (Nashville (Tennessee), 25 mei 1956) in een Amerikaans componist, dirigent, pianist en trompettist.

## Levensloop
Sartor is een zoon van het lerarenechtpaar Grayl Bruce Sartor en Kathleen Lipscomb Sartor. Hij kreeg op vijfjarige leeftijd de eerste pianolessen van zijn grootmoeder Sallie Lipscomb, een pianolerares. Ook op de basisschool kreeg hij pianolessen en verder leerde hij de trompet te bespelen, omdat hij in het schoolharmonieorkest mee wilde spelen. Aan de McGavock High School in Nashville, Tennessee, was hij lid van het harmonieorkest en de Marching Band, maar ook van de Nashville Youth Symphony en het Tennessee All-State Orchestra. Soms dirigeerde hij ensembles bij de uitvoering van zijn eerste eigen composities.
Sartor studeerde aan de Blair School of Music van de Vanderbilt University in Nashville en aan het Cincinnati College-Conservatory of Music (CCM) in Cincinnati (Ohio). Zijn studies voltooide hij aan de Universiteit van Tennessee in Knoxville (Tennessee). Hij had als leraren onder andere John Anthony Lennon en David van Vactor (compositie) en Donald Neuen (orkest-directie).
Als dirigent werkt hij samen met het Nashville Symphony Orchestra, het Middle Tennessee Symphony, Het Vanderbilt Orchestra, het Knoxville Brass Choir, het Dogwood Arts Festival Chamber Orchestra, het Trevecca Symphony en de California State University Bakersfield Symphonic Band.
Als componist schreef hij voor verschillende genres.

## Composities

### Werken voor orkest
- 1982 O Worship the King, voor orkest
- 2000 Metamorphic Fanfare, voor orkest
- 2001/2005 Concerto, voor orkest
- 2003 Black ball counts double, voor strijkorkest
- 2007 Reveries, voor strijkorkest

### Werken voor harmonieorkest
- 1985 Synergistic Parable, voor harmonieorkest (werd onderscheiden met de Ostwald Award for Symphonic Band Composition van de American Bandmasters Association(A.B.A.) in 1987)
- 2007 Veni Emmanuel - Fantasy of Abstractions in memoriam David Van Vactor, voor harmonieorkest

### Werken voor koren
- 1987/2004 Thy light is come, voor gemengd koor en orgel (met optioneel koperblazers en pauken)
- 1994 We will be glad, voor gemengd koor, orgel, twee trompetten, twee trombones en pauken
- 1998 Psalm 67, voor gemengd koor, orgel en trompet
- 2002 Welcome, Christmas day!, voor gemengd koor en twee slagwerkers
- 2004 Crown him!, voor gemengd koor en orkest
- 2005 Search your heart for Christmas, voor gemengd koor en cello solo
- 2007 Amid the cruel winter's show, voor gemengd koor en celesta solo

### Kamermuziek
- 1977 Affectations, voor koperkwintet
- 1978 Thricle told tales of the Pomegranate forest, voor trompet, viool en basklarinet
- 1987 rev.1993 Polygon, voor koperkwintet
- 2001 Black ball counts double, voor strijkkwartet
- 2002 Diplomatic Summit, voor contrabaskwartet
- 2003 Diplomatic Solution, voor cellokwartet
- 2003 Diplomatic Immunity, voor twee altviolen en twee cello's
- 2003 Fanfare a4, voor twee trompetten en twee trombones
- 2003 Cat's Eye, voor 4 trompetten, 4 hoorns, 2 trombones, bastrombone, eufonium en tuba
- 2005 Ascension, voor 3 trompetten, 4 hoorns, 2 trombones, bastrombone, eufonium, tuba en 3 pauken
- 2006 Parabola, voor 4 trompetten, 4 hoorns, 2 trombones, bastrombone, eufonium, tuba en 3 pauken
- 2007 Dies Irae, voor 4 trompetten, 4 hoorns, 2 trombones, bastrombone, eufonium, tuba en 3 pauken

### Werken voor orgel
- 1996 Postlude on William Billings: "Paris"
- 1996 Prelude on William Billings: "When Jesus Wept"
- 1997 Open Door
- 2002 Simple Blessing

### Werken voor slagwerk
- 1981 Illusions, voor groot slagwerk-ensemble